# Hālaulani (métro d'Honolulu)
Hālaulani est une station de métro à Pearl City, dans le comté d'Honolulu, à Hawaï, aux États-Unis. Située sur la seule ligne du métro d'Honolulu entre Pouhala et Waiawa, elle a ouvert le 30 juin 2023.